# Gero Zamagna
Gero Zamagna – austriacki kierowca wyścigowy.

## Kariera
Zamagna rozpoczął karierę w międzynarodowych wyścigach samochodowych w 1980 roku od startów w German Racing Championship oraz Niemieckiej Formule Ford 1600. Jedynie w formule Ford zdobywał punkty. Uzbierane 84 punkty pozwoliły mu zdobyć tytuł mistrzowski. W późniejszych latach pojawiał się także w stawce Renault 5 Turbo Eurocup, Grand Prix Monako oraz Europejskiej Formuły 3.